# 創元推理評論賞
創元推理評論賞（そうげんすいりひょうろんしょう）は1994年から2003年までの約10年間、東京創元社によって主催された、ミステリー分野の評論・研究を対象とする公募新人文学賞である。第10回をもって休止となった。受賞作や選評などは東京創元社の雑誌『創元推理』、『創元推理21』、『ミステリーズ!』に掲載された。規定枚数は原稿用紙30枚 - 100枚、賞金は30万円だった。
1995年には、この賞の選考委員と受賞者を中心にして探偵小説研究会が結成され、以来「本格ミステリ・ベスト10」、「本格ミステリこれがベストだ!」の編著をはじめとする評論活動を行っている。 

## 受賞作一覧
応募総数 第1回：26編、第2回：30編、第3回：33編、第4回：41編、第5回：36編、第6回：21編、第7回：21編、第8回：19編、第9回：15編、第10回：17編
題の後ろの括弧内は掲載誌。特記なき場合は『創元推理』の掲載号。
- 第1回(1994年)
  - 受賞作 - 濤岡寿子 「都市の相貌――中井英夫『虚無への供物』と東京」(6)
  - 佳作 - 佳多山大地 「明智小五郎の黄昏――誰が明智小五郎を殺したか」(6)
- 第2回(1995年)
  - 受賞作 - 千街晶之 「終わらない伝言ゲーム――ゴシック・ミステリの系譜」(10)
  - 佳作 - 田中博 「探偵小説ノート」(10)
- 第3回(1996年)
  - 受賞作 - 鷹城宏 「あやかしの贄――京極ミステリーのルネッサンス」(14)
  - 佳作 - 該当なし
- 第4回(1997年)
  - 受賞作 - 並木士郎 「モルグ街で起こらなかったこと または起源の不在」(17)
  - 佳作 - 蓮沼尚太郎 「第三の推理小説――ホワイダニット Whydunit――について　名探偵システムの完成」(17)
- 第5回(1998年)
  - 受賞作 - 該当なし
  - 佳作 - 蓮沼尚太郎 「第二の推理小説――ハウダニット Howdunit――について――HowdunitからWhendunit、Wheredunitへ――」(18)
  - 佳作 - 小松史生子 「アニミズムのエロス 江戸川乱歩論」(18)
- 第6回(1999年)
  - 受賞作 - 円堂都司昭 「シングル・ルームとテーマパーク――綾辻行人『館』論」(19)
  - 佳作 - 該当なし
- 第7回(2000年)
  - 受賞作 - 波多野健 「無時間性の芸術へ――推理小説の神話的本質についての討論」(20)
  - 佳作 - 大森滋樹 「物語のジェットマシーン――探偵小説における速度と遊びの研究」(20)
- 第8回(2001年)
  - 受賞作 - 該当なし
  - 佳作 - 石橋正孝 「ウィルキー・コリンズから大西巨人へ――「探偵小説」再定義の試み」(創元推理21 2001年冬号)
  - 佳作 - 柳川貴之 「推理小説の形式的構造論」(創元推理21 2001年冬号)
- 第9回(2002年)
  - 受賞作 - 該当なし
  - 佳作 - 山本悠 「探偵小説論批判」(創元推理21 2002年冬号)
- 第10回(2003年)
  - 受賞作 - 中辻理夫 「業と怒りと哀しみと――結城昌治の作品世界」(ミステリーズ! vol.02)
  - 佳作 - 諸岡卓真 「九〇年代本格ミステリの延命策――法月綸太郎の功罪」(ミステリーズ! vol.03)

非受賞掲載作
- 受賞には至らなかったが、選考会で注目を集めたとして掲載された。
  - 第6回 鴻池知南 「パズルの原画 ――「探偵小説」を巡る言説史の試み」(19)
  - 第6回 蓮沼尚太郎 「第一の推理小説―フーダニット Whodunit―について　―謎から矛盾へ―」(19)

## 選考委員
- 第1回から第2回 - 笠井潔、巽昌章、法月綸太郎、戸川安宣
- 第3回から第7回 - 笠井潔、巽昌章、法月綸太郎
- 第8回から第10回 - 権田萬治、巽昌章、法月綸太郎